# Beautiful, Dirty, Rich
"Beautiful, Dirty, Rich" é uma canção da cantora norte-americana Lady Gaga, gravada para o seu álbum de estreia The Fame. Foi composta pela própria com o auxílio de Rob Fusari na escrita, sendo que este último também ficou responsável pela produção. A sua gravação decorreu entre 2006 e 2008 nos estúdios 150 Studios, localizados em Parsippany-Troy Hills, em Nova Jérsia. O seu lançamento ocorreu a 16 de Setembro de 2008 nos Estados Unidos na loja on-line Amazon através da Interscope Records, tornando-a num single promocional para divulgar o primeiro disco da artista.
É uma canção de tempo acelerado que deriva de origens estilísticas do dance-pop e electropop, sendo que o seu arranjo musical consiste no uso de sintetizadores e ainda em acordes de piano e guitarra. Liricamente, o tema fala sobre as experiências de Gaga como artista a lutar no Lower East Side para conseguir triunfar. A própria cantora afirmou que escreveu enquanto "consumia muitas drogas" e "tentava descobrir como eram as coisas". "Beautiful, Dirty, Rich" recebeu análises positivas por parte dos profissionais, sendo que alguns dos analistas prezaram a natureza divertida da melodia e a consistência da parte lírica da obra. Embora não tenha recebido lançamento de destaque, devido às vendas digitais, conseguiu entrar e alcançar a 83.ª posição como melhor na tabela musical do Reino Unido, UK Singles Chart, e na norte-americana Hot Dance/Electronic Digital Songs, sendo certificada ouro pela Recording Industry Association of America (RIAA) por 500 mil descargas registadas nos Estados Unidos.
Foram lançados ainda dois vídeos musicais, sendo que o primeiro foi intercalado com cenas da série de televisão transmitida pela ABC, Dirty Sexy Money, servindo como promoção para o formato. O segundo foi inteiramente dedicado à música e protagonizado por Gaga, em que aparecia na companhia de bailarinos a queimar dinheiro, em várias localizações de uma mansão. A faixa foi divulgada com interpretações ao vivo nas digressões mundiais The Fame Ball Tour e The Monster Ball Tour, prezadas pelos analistas pela sua energia e "fortes" vocais do início até ao fim.

## Antecedentes e divulgação

Gaga a interpretar a canção na digressão The Monster Ball Tour.

A cantora afirmou numa entrevista que a canção serviu para "descobrir como as coisas eram", e mais tarde revelou que quando escreveu a faixa "consumia variadas drogas". Gaga explicou ainda que a história por detrás do significado do tema é sobre "quem quer que seja ou onde quer que more - pode auto-proclamar esta fama interior com base no seu estilo pessoal e nas suas opiniões acerca da arte e do mundo, mesmo estando consciente disso [da realidade]". A artista disse que a inspiração tinha vindo de Lower East Side, quando ainda era aspirante a profissional e estava a trabalhar para vingar na indústria musical. No verso "Paizinho, eu sinto muito, eu sinto m-m-muito, yeah", a jovem explicou que foi composta com as crianças ricas em mente e na sua forma de pedir desculpa aos seus respetivos pais por comprarem drogas. "No final, o que eu quero que as pessoas retirem disto é o 'Bang-Bang'. Não importa quem somos ou de onde viemos, podemos sempre nos sentir bonitos e podres de ricos", concluiu a artista. A fim de promover o disco, a Interscope Records decidiu tornar a melodia num single promocional e lançar a 16 de setembro de 2008 na loja on-line Amazon.
A sua divulgação consistiu em interpretações ao vivo, sendo que pela primeira vez foi apresentada na AOL Sessions, em conjunto com "Just Dance," uma versão acústica de "Poker Face," "Paparazzi" e "LoveGame". Contudo, foi na primeira digressão mundial de Gaga que a música foi cantada o maior número de vezes, antecedida por "Paparazzi" e no final apareciam câmaras que introduziam "Starstruck" e "LoveGame". Durante a performance, a cantora brincava com os seus bailarinos ao vestir uma peruca loira, com painéis de prata triangulares e futurísticos como pano de fundo. O tema era o final da primeira de quatro partes do espetáculo, seguida por um vídeo interlúdio intitulado "The Brain".
Jim Harrington do Mercury News prezou o desempenho da artista durante a interpretação da canção por dar um forte início ao concerto, sendo que os vocais foram também elogiados. Mikael Wood da revista Rolling Stone foi mais crítico na sua análise, afirmando que o seu crescimento foi "cansativo", mas elogiou o esforço de Gaga. Whitney Pastorek da Entertainment Weekly prezou a voz "forte" da cantora, complementando que "consegue, e eventualmente, canta". "Beautiful, Dirty, Rich" também fez parte do alinhamento da digressão The Monster Ball Tour, estava listada como terceira na segunda parte, sucedendo-se "The Fame" e a cantora escalava várias peças de andaime durante a performance. A fevereiro de 2010, a artista decidiu fazer alterações na turné e passou a obra para a primeira parte, de seu título "Cidade".

## Estilo musical e letra
"Beautiful, Dirty, Rich" é uma canção de tempo moderado groove que incorpora elementos de estilo dance-pop e electropop produzida pelo norte-americano Rob Fusari. A sua gravação decorreu entre 2006 e 2008 nos estúdios 150 Studios, localizados em Parsippany-Troy Hills, em Nova Jérsia. O seu instrumental consiste no uso de vocais fortes, além de conter o trabalho de sintetizadores e piano por Gaga, baixo de Calvin "Sci-Fidelty" Gaines e guitarra por Tom Kafafian. Gaines tratou da programação musical, enquanto que Dave Murga contribuiu com bateria. A masterização esteve a cargo de Robert Orton e a mistura complementada por Robert Orton.
A letra foi composta pela própria vocalista, com o auxílio de Fusari. De acordo com a partitura publicada pela Sony/ATV Music Publishing, a música foi escrita em compasso simples e num andamento moderado groove com um metrónomo de 120 batidas por minuto. Composta na chave de si menor, possui um alcance vocal que vai desde da nota baixa de lá com cinco oitavas para a nota de alta de ré com cinco. Durante a gravação do tema, Gaga estava hesitante em adicionar quaisquer batidas de dança, insistindo em manter a sua versão original com maior influência do rock. No entanto, o produtor Rob convenceu-a de que alguns acordes de bateria eletrónica não iriam prejudicar a sua integridade, revelando que Queen foi uma das inspirações musicais da cantora durante o processo. Fusari comentou ainda: "Acho que foi esse o motivo para que finalmente ela desse uma oportunidade, [...] Terminámos 'Beautiful, Dirty, Rich" naquele dia. É uma das músicas do seu álbum de estreia".

## Recepção pela crítica
Após o seu lançamento, a música recebeu análises positivas por parte dos profissionais especializados. Matthew Chisling da Allmusic usou "Beautiful, Dirty, Rich" e "Paparazzi" como exemplos de como as letras em The Fame "apimentam o álbum com uma provocadora e amigável sensação de discoteca, que qualquer disco dance bem produzido deva ter". Sal Cinquemani da revista Slant considerou que Gaga consegue ser "suja e bem sucedida" durante o decorrer da melodia. Daniel Incognito do sítio Sputnikmusic considerou que o tema possui "uma batida funk e excelentes camadas vocais". "Os vocais suaves de Gaga mostram um ótimo toque e confiança", complementou Incognito. Genevieve Koski do The A.V. Club considerou que a presente obra e "LoveGame" são "hinos propulsivos e de discoteca" que "avançam nas ondas de sintetizadores e baterias programadas, resultando numa viagem sonora vertiginosa que aproxima-se do ponto alto de uma noite quimicamente melhorada". Da mesma opinião que Koski, Mikael Wood, pela publicação Entertainment Weekly, afirmou que "The Fame é notavelmente (e exaustivamente) puro na sua visão de um mundo em que nada supera 'Beautiful, Dirty, Rich'".

## Vídeo musical

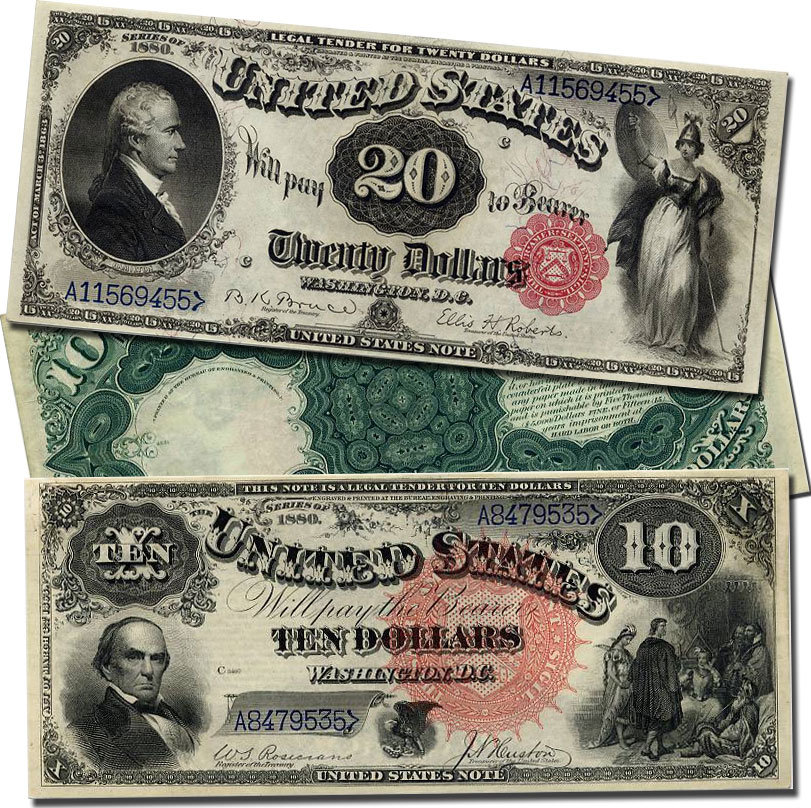
As notas são um dos elementos proeminentes no teledisco.

Foi filmado um vídeo musical para a canção, dirigido por Melina Matsoukas e disponibilizado digitalmente a 21 de outubro de 2008 na loja da Apple, iTunes. Existem duas versões do projeto, sendo que a primeira foi intercalada com cenas da segunda temporada da série de televisão transmitida pela ABC, Dirty Sexy Money, servindo como promoção para o formato. Por último, foi utilizada a gravação total para promover a faixa que consistia em mostrar a cantora numa mansão, percorrendo um longo caminho por um corredor com várias pessoas a seu lado e à sua retaguarda. A ação decorre em várias localizações da casa, sendo que Gaga dança em maior parte delas e acompanhada pelos seus dançarinos que utilizam guarda-chuvas enquanto chove notas de dólares em cima dela. Noutras cenas, a artista é capturada a percorrer sedutoramente uma mesa coberta de dinheiro, a rastejar ao longo de um piano preto e a dançar em volta de uma estátua. Ao longo do teledisco, a jovem passa por várias mudanças de indumentária e aparece a queimar notas e a encher a boca com elas. O músico Space Cowboy também faz uma participação no trabalho, principalmente nas transições em que é mostrado a subir uma parede.

## Desempenho comercial
A canção estreou na UK Singles Chart na 89.ª posição na semana de 21 de fevereiro de 2009, devido à quantidade de descargas digitais no Reino Unido. Na edição seguinte, subiu seis posições e estabeleceu o seu melhor desempenho no 83.º lugar. Nos Estados Unidos, atingiu a 28.ª colocação como melhor na Dance/Electronic Digital Songs na semana de 4 de abril de 2010, tendo vendido 275 mil cópias digitais até setembro do mesmo ano, segundo a Nielsen SoundScan. Mais tarde, em fevereiro de 2016, a canção foi certificada ouro pela Recording Industry Association of America (RIAA), por vender 500 mil unidades no país.
| Tabela musical (2009)                           | Posição |
| ----------------------------------------------- | ------- |
| Estados Unidos - Dance/Electronic Digital Songs | 28      |
| Reino Unido - UK Singles Chart                  | 83      |

| País           | Provedor | Empresa |
| -------------- | -------- | ------- |
| Estados Unidos | RIAA     | Ouro    |

## Créditos
Todo o processo de elaboração da canção atribui os seguintes créditos pessoais:
- Lady Gaga – vocalista principal, composição, piano, sintetizador;
- Rob Fusari - composição, produção;
- Tom Kafafian - guitarra;
- Calvin "Sci-Fidelty" Gaines - baixo, programação;
- Dave Murga - bateria;
- Robert Orton - mistura;
- Gene Grimaldi - masterização.